# Бьянкини, Франческо
Франческо Бьянкини (итал. Francesco Bianchini; 13 декабря 1662 — 2 марта 1729) — итальянский философ, астроном и археолог. 
Член Лондонского королевского общества (1713), иностранный член Парижской академии наук (1706; корреспондент с 1699).

## Биография
Франческо Бьянкини родился в 1662 году на северо-востоке Италии в городе Верона, где получил воспитание в коллегии иезуитов. Затем изучал богословие, математику и физику в Падуанском университете, а с 1684 года — римские древности в Риме. 
Папа Александр VIII дал ему приход, а Климент XI назначил секретарём комиссии для исправления календаря. 
Франческо Бьянкини умер в 1729 году в Риме.
- Памятник в соборе Вероны

## Сочинения
Из его сочинений, кроме астрономических исследований, следует упомянуть о «Storia universale provata co'monumenti e figurata co'simboli degli antichi» (Рим, 1694). Он предпринял также большое издание сочинения Анастасия «De vitis Romanorum pontificum», которое окончил его племянник Джузеппе Бьянкини (4 т. Рим, 1718—34).
- Hesperi et Phosphori nova phaenomena, 1728

## Эпонимы
В его честь названы кратер на Луне и кратер на Марсе.